# Phrynobatrachus phyllophilus
Phrynobatrachus phyllophilus é uma espécie de anfíbio da família Petropedetidae.
Pode ser encontrada nos seguintes países: Costa do Marfim, Guiné, Libéria e Serra Leoa.
Os seus habitats naturais são: florestas subtropicais ou tropicais húmidas de baixa altitude, regiões subtropicais ou tropicais húmidas de alta altitude e marismas intermitentes de água doce.
Está ameaçada por perda de habitat.